# Burak Sergen
Burak Sergen (Ankara, 9 febbraio 1961) è un attore turco.

## Biografia
Nato nel 1961 ad Ankara (Turchia) dalla madre Serap Sezer (1928-2017, cantante lirica) e dal padre Semih Sergen (1931-2022, artista teatrale), Burak ha due sorelle maggiori, Yağmur ed Emine (entrambe doppiatrici) e due fratelli minori, Toprak (anche lui attore) e Burçak. Nel 1984, dopo aver conseguito il diploma presso il conservatorio statale di Ankara, ha svolto il suo tirocinio presso il teatro statale di Bursa. Dopo lo stage ha iniziato a lavorare presso il teatro statale di Ankara e successivamente anche come regista e attore in teatri privati come il Tiyatrokare e il teatro Baykuş. Nel corso della sua carriera è stato anche vicedirettore e direttore del teatro statale di Ankara e ha anche lavorato come docente presso l'Università Konya Selçuk e il conservatorio statale di Ankara dell'Università Hacettepe.

## Vita privata
Si è sposato per quattro volte: il primo matrimonio è stato con la cantante e attrice Pamela Spence (nel 1991 e nel 1992), il secondo con l'attrice Işıl Sergen (dal 1999 al 2018), il terzo con Nihan Ünsal (dal 2021 al 2024) e il quarto con Gizem Şağban (dal 2024). Ha avuto un figlio, Cansın, nato nel 2009 durante il suo secondo matrimonio con Işıl Sergen.

## Filmografia

### Attore

#### Cinema
- İstanbul Kanatlarımın Altında, regia di Mustafa Altıoklar (1996)
- Ağır Roman, regia di Mustafa Altıoklar (1997)
- Ölümün El Yazısı, regia di Feyzi Tuna (1999)
- Asansör, regia di Mustafa Altıoklar (1999)
- Fasulye, regia di Bora Tekay (1999)
- O da Beni Seviyor, regia di Barış Pirhasan (2002)
- Hititler, regia di Tolga Örnek (2003)
- Balans ve Manevra, regia di Teoman (2005)
- Banyo, regia di Mustafa Altıoklar (2005)
- Dünyayı Kurtaran Adamın Oğlu, regia di Kartal Tibet (2006)
- 120, regia di Murat Saraçoğlu e Özhan Eren (2007)
- Mevlana Aşkı Dansı, regia di Kürşat Kızbaz (2008)
- Sultan Avrupa'da, regia di Tarkan Özel (2009)
- Sultanın Sırrı, regia di Hakan Şahin (2010)
- Aşk Kırmızı, regia di Osman Sınav (2013)
- Yunus Emre: Aşkın Sesi, regia di Kürşat Kızbaz (2014)
- Bir Türk Masalı, regia di Toprak Sergen (2022)
- Nefes: Yer Eksi İki, regia di Ozan Uzunoğlu (2023)

#### Televisione
- Kurt ve Kuzu – serie TV (1983)
- Aşk ve Gurur – serie TV (2001)
- Cesur Kuşku – serie TV, 3 episodi (2001)
- Bulut Bey – serie TV (2002)
- Beybaba / Koltuk, regia di Ömer Kavur – film TV (2003)
- Zerda – serie TV, 68 episodi (2002-2004)
- Tam Pansiyon – serie TV, 3 episodi (2004)
- Köpek – serie TV (2005)
- Erkek Tarafı – serie TV, 1 episodio (2005)
- Dicle – serie TV (2007)
- Dede Korkut Hikâyeleri – serie TV, 12 episodi (2007)
- Salur Kazan, regia di Atilla Candemir – film TV (2007)
- Salur Tutsak Düşünce, regia di Atilla Candemir – film TV (2007)
- Eğrek ile Seğrek, regia di Atilla Candemir – film TV (2007)
- Deli Dumrul, regia di Atilla Candemir – film TV (2007)
- Boğaçhan, regia di Atilla Candemir – film TV (2007)
- Uruz Tutsak Düşer, regia di Atilla Candemir – film TV (2007)
- Bamsı Beyrek, regia di Cem Sürücü – film TV (2007)
- Bamsı Beyrek Neden Öldürüldü, regia di Cem Sürücü – film TV (2007)
- Derdest – serie TV, 10 episodi (2008)
- Zoraki Başkan – serie TV (2009)
- Aşk ve Ceza – serie TV (2010)
- Araf Zamani – serie TV, 29 episodi (2010)
- Yalan Dünya – serie TV (2013)
- Saklı Kalan – serie TV (2013-2014)
- Kızıl Elma – serie TV (2014)
- Sen Benimsin – serie TV, 13 episodi (2015)
- Endless Love (Kara Sevda) – serie TV, 74 episodi (2015-2017)
- Fi – serie TV, 1 episodio (2017)
- Çukur – serie TV, 20 episodi (2017-2018)
- Halka – serie TV, 19 episodi (2019)
- Eşkıya Dünyaya Hükümdar Olmaz – serie TV, 26 episodi (2019-2020)
- Sadakatsiz – serie TV, 49 episodi (2020-2022)
- Gülümse Kaderine – serie TV, 5 episodi (2022)
- Hudutsuz Sevda – serie TV, 34 episodi (2023-2024)
- #adaleTT – serie TV, 10 episodi (2023)
- Ambizione (Kuş Uçuşu) – serie TV, 1 episodio (2024)
- La notte nel cuore (Siyah Kalp) – serie TV, 25 episodi (2024-2025)

### Doppiatore

#### Cinema
- Akinci, regia di Hakan Kandal (2021)

## Teatro

### Attore
- Sessizliğin İçinden di Mark Medoff, presso il teatro statale di Ankara (1984)
- Yıldırım Bayezid di Hidayet Sayın, presso il teatro statale di Bursa (1986)
- Bir Kadın Bir Düş Bir Oyun di Alan Ayckbourn, presso il teatro statale di Ankara (1987)
- İvona di Witold Gombrowicz, presso il teatro statale di Ankara
- Beğendiğiniz Gibi di William Shakespeare, presso il teatro statale di Ankara (1989)
- Şeytan Çelmesi di Václav Havel, presso il teatro statale di Ankara (1990)
- Aşk Mektupları di Albert Ramsdell Gurney, presso il teatro statale di Ankara (1991)
- Hayvan Çiftliği di George Orwell, presso il teatro statale di Ankara
- Yılın Kadını di Peter Stone, presso il teatro statale di Ankara (1993)
- Patlat Bir Shakespeare di Semih Sergen, presso il teatro statale di Ankara (1993)
- Budala di Fëdor Dostoevskij e Simon Gray, presso il teatro statale di Ankara (1995)
- Gılgameş di Zeynep Avcı, presso il teatro statale di Ankara (1996)
- Geyikler Ve Lanetler di Murathan Mungan, presso il teatro statale di Ankara (1999)
- III. Richard di William Shakespeare, presso il teatro statale di Ankara (2001)
- Katharina Blum'un Çiğnenen Onuru di Heinrich Böll, presso il teatro statale di Ankara (2001)
- Neyzen di Tuncer Cücenoğlu, prodotto da Elf Yapım, presso il Tiyatrokare (2001, 2019)
- Vahşi Batı di Sam Shepard, presso il teatro Baykuş (2011)
- Koca Sinan di Hakan Altıner e Fazıl Hayati Çorbacıoğlu, presso il teatro Kedi (2011)
- Adolf di Pip Utton, prodotto da Bo Sahne (2013)
- Çingene Boksör di Rike Reiniger, prodotto da Deep Blue Ideas (2015)
- Aşk Halleri di Maria Goss, prodotto da Elf Yapım (2017)

### Regista
- Memleketimden İnsan Manzaraları di Nâzım Hikmet
- Anrico'nun Peşinde di Kubilay Tunçer, presso il teatro statale di Ankara (1994)
- Serseri Gönül di Eugene O'Neill, presso il teatro statale di Ankara (2000)
- Polisin Müşterileri di Raymond Castands, presso il Tiyatrokare (2001)
- Dört Mevsim di Arnold Wesker, presso il teatro statale di Diyarbakır (2003)
- Anılar (Brighton Beach Anıları) di Neil Simon, presso il teatro statale di Trebisonda (2009)

## Doppiatori italiani
Nelle versioni in italiano dei suoi film e delle sue serie TV, Burak Sergen è stato doppiato da:
- Roberto Fidecaro[20] in Endless Love,[21] ne La notte nel cuore[22]

## Riconoscimenti
- Ankara International Film Festival
  - 1996: Vincitore come Attore più promettente per il film İstanbul Kanatlarımın Altında[23]
  - 2000: Vincitore come Miglior attore non protagonista per i film Fasulye e Asansör[24]
- Istituzione d'arte di Ankara
  - 1984: Vincitore come Attore lodato per lo spettacolo teatrale Sessizliğin İçinden[8]
  - 2001: Vincitore come Miglior attore per lo spettacolo teatrale III. Richard[8]
  - 2010: Premio alla carriera[8]
- Premio Avni Dilligil
  - 2001: Vincitore come Miglior attore per lo spettacolo teatrale Neyzen[25]
- Premio Çasod
  - 1999: Vincitore come Miglior attore per il film Ağır Roman[26]
- Premi del pubblico intermedio diretto
  - 2013: Premio produzione individuale per lo spettacolo teatrale Adolf[27]
- Premi Ismet Küntay
  - 2001: Vincitore come Miglior attore per lo spettacolo teatrale Neyzen[28]